# 张晶 (1973年)
张晶（1973年10月18日—），出生于吉林省长春市，中国前短道速滑运动员，退役后从事短道速滑教练工作。现为中国短道速滑队主教练。

## 生平
张晶出生于中国吉林省，曾入选中国短道速滑国家队，参加过1991年短道速滑亚锦赛以及1994年利勒哈默尔冬奥会，一度被看做是中国短道速滑队的“希望之星”。但1991年亚锦赛上的意外受伤，直接影响了她后来的职业生涯；1997年，24岁的张晶选择了退役。
退役后，张晶选择从事教练工作，先是担任长春市短道速滑队教练，后又调到吉林省队。在吉林省队期间，匈牙利华裔短道速滑运动员刘少林、刘少昂兄弟（后全部加入中国籍）来到吉林，并师从张晶学习短道速滑。2012年，应刘氏兄弟要求，匈牙利方面邀请张晶赴匈牙利执教，并担任该国短道速滑国家队主教练。随后数年间，张晶带领原本名不见经传的匈牙利国家队屡获殊荣。2018年平昌冬奥会，张晶率领的匈牙利短道速滑队获得了男子5000米接力金牌，实现了匈牙利冬奥会金牌“零的突破”。2018年11月6日，张晶受邀兼任中国短道速滑（匈牙利组）训练营的技术顾问，负责中国运动员在当地的训练。
2019年12月2日，曾代表匈牙利国家队在平昌冬奥会夺金的短道速滑运动员布里扬·乔鲍赴中国上海参赛时，因不满上海当地机场边检等待时间过长，在社交媒体以粗口辱骂中国。消息传出后，张晶在个人社交媒体表示无法接受这一言行，宣布辞去匈牙利国家队主帅一职。当地时间12月3日，匈牙利国家滑冰协会发布声明，表示对布里扬的言论无法容忍，并就此表达歉意；布尔扬本人被召回匈牙利，等候纪律处分；同时不接受张晶的辞职请求。布尔扬本人就自己的言论公开致歉。
2022年，张晶回到中国，9月出任中国短道速滑国家集训队主教练。

## 荣誉
|  | 匈牙利军官十字功绩勋章（文职） |